# ECW Guilty as Charged
ECW Guilty as Charged fue un evento pago por visión de lucha libre profesional anual, producido por la empresa Extreme Championship Wrestling (ECW). El evento del año 2001 fue el último antes del quiebre de la compañía.

## Resultados

### 1999
Guilty as Charged 1999 tuvo lugar el 10 de enero de 1999 desde el Millennium Theatre en Kissimmee, Florida.
- The Hardcore Chair Swingin' Freaks (Axl Rotten & Balls Mahoney) derrotaron a The F.B.I. (Little Guido & Tracy Smothers) y Danny Doring & Amish Roadkill en una Three-Way Dance (10:43)
  - Smothers y Guido cubrieron a Doring con un "Fisherman Buster Suplex". (8:15)
  - Rotten cubrió a Guido y Mahoney cubrió a Smothers. (10:43)
- Yoshihiro Tajiri derrotó a Super Crazy (11:37)
  - Tajiri cubrió a Crazy con un "Dragon Suplex".
- Sid Vicious derrotó a John Kronus (1:31)
  - Vicious cubrió a Kronus después de un "Powerbomb".
- The Dudley Boyz (Buh Buh Ray & D-Von) derrotaron a New Jack & Spike Dudley (10:01)
  - Bubba cubrió a Spike después de un "3D".
- Rob Van Dam derrotó a Lance Storm reteniendo el Campeonato Mundial de la Televisión (18:50)
  - Van Dam cubrió a Storm.
- Justin Credible (w/ Jazz) derrotó a Tommy Dreamer en un Stairway to Hell Ladder Match (18:45)
  - Credible cubrió a Dreamer después de que Terry Funk acudiera a golpear a Dreamer.
- Taz derrotó a Shane Douglas ganando el Campeonato Mundial Peso Pesado de la ECW (22:15)
  - Taz ganó por nocaut mientras aplicaba la "Tazmission" a Douglas.

### 2000
Guilty as Charged 2000 tuvo lugar el 9 de enero de 2000 desde el Boutwell Memorial Auditorium en Birmingham, Alabama.
- Dark match: Bill Whiles derrotó a Tom Marquez
  - Whiles cubrió a Marquez
- C.W. Anderson (w/Lou E. Dangerously) derrotó a Mikey Whipwreck (4:41)
  - Anderson cubrió a Whipwreck después de un "Anderson Spinebuster".
- Danny Doring, Amish Roadkill y Simon Diamond derrotaron a Nova, Kid Kash y Chris Chetti (9:58)
  - Roadkill cubrió a Chris Chetti después de un "Amish Splash".
  - Chris Chetti salió a ayudar a Nova después de que Jazz, Diamond y Kid Kash se fueran luchando hacia los camarines.
- Yoshihiro Tajiri y Super Crazy derrotaron a Little Guido y Jerry Lynn (12:37)
  - Tajiri cubrió a Lynn después de un "Brainbuster".
- Angel derrotó a New Jack (8:48)
  - Angel cubrió a New Jack.
- Rob Van Dam derrotó a Sabu reteniendo el Campeonato Mundial de la Televisión (14:40)
  - Van Dam cubrió a Sabu después de una "Five-Star Frog Splash".
  - Bill Alfonso fue el mánager de ambos luchadores.
- The Impact Players (Lance Storm & Justin Credible) (w/Dawn Marie) derrotaron a Tommy Dreamer y Raven (w/Francine) ganando el Campeonato en Parejas de la ECW (10:38)
  - Credible cubrió a Raven después de un "That's Incredible!".
- Mike Awesome (w/Judge Jeff Jones) derrotó a Spike Dudley reteniendo el Campeonato Mundial Peso Pesado de la ECW (14:22)
  - Awesome cubrió a Dudley después de un "Super Awesome Bomb" a través de una mesa.

### 2001
Guilty as Charged 2001 tuvo lugar el 7 de enero de 2001 desde el Hammerstein Ballroom en New York, New York. Este fue el último PPV de la ECW original debido a que dos meses después la empresa fue declarada en bancarrota.
- Dark match: Bilvis Wesley derrotó a Mike Bell
  - Wesley cubrió a Bell.
- Cyrus y Jerry Lynn derrotaron a Christian York y Joey Matthews (2:41)
  - Cyrus cubrió a Matthews después de una "Cradle Piledriver" de Lynn.
- Danny Doring y Amish Roadkill derrotaron a Hot Commodity (Julio Dinero & EZ Money) reteniendo el Campeonato en Parejas de la ECW (10:06)
  - Doring cubrió a Dinero después de un "Buggy Bang".
- Nova derrotó a Chris Hamrick(5:30)
  - Nova cubrió a Hamrick después de un "Kryptonite Krunch".
- Tommy Dreamer derrotó a C.W. Anderson en un I Quit Match (14:11)
  - Dreamer ganó cuando Anderson se rindió.
- The Unholy Alliance (Yoshihiro Tajiri & Mikey Whipwreck) derrotaron a Kid Kash & Super Crazy y a The F.B.I. (Little Guido & Tony Mamaluke) (w/Sal E. Graziano) en una Three-Way Dance (13:31)
  - Mamaluke cubrió a Kash después de un "Big Splash" de Graziano.
  - Whipwreck y Tajiri cubrieron a Guido con un "Double Tiger Suplex".
- Simon Diamond & Swinger (w/Dawn Marie, The Blue Boy y Jasmin St. Claire) y Balls Mahoney & Chilly Willy terminaron sin resultado (0:48)
  - La lucha terminó cuando Rhino salió a atacar a los cuatro luchadores.
- The Sandman derrotó a Steve Corino (c) y Justin Credible (w/Francine) en una Three Way Tables, Ladders, Chairs and Canes Match ganando el Campeonato Mundial Peso Pesado de la ECW (13:20)
  - Sandman descolgó el campeonato, ganando la lucha.
- Rhino derrotó a The Sandman ganando el Campeonato Mundial Peso Pesado de la ECW (1:00)
  - Rhino cubrió a Sandman después de una "Piledriver" sobre una mesa rota.
- Rob Van Dam derrotó a Jerry Lynn (w/Cyrus) (19:30)
  - Van Dam cubrió a Lynn después de una "Van Terminator", con Joel Gertner sosteniendo una silla en la cara de Lynn.